# Mehmed 6.
Mehmed 6. (osmantyrkisk: محمد السادس ,født 14. januar 1861 i Istanbul, død 16. maj 1926 i San Remo i Italien) var den 36. og sidste sultan af Det Osmanniske Rige og den næstsidste kalif. De to titler var samlet i hans regeringstid. 
Han regerede som sultan fra den 4 juli 1918 indtil 1 november 1922, hvor Osmannerriget blev opløst efter 1. første verdenskrig. Han efterfulgte sin storebror Mehmet 5.
| Biografi | Spire Denne biografi er en spire som bør udbygges. Du er velkommen til at hjælpe Wikipedia ved at udvide den. |

1. ↑  Navnet er anført på svensk og stammer fra Wikidata hvor navnet endnu ikke findes på dansk.